# Cathy O’Neil

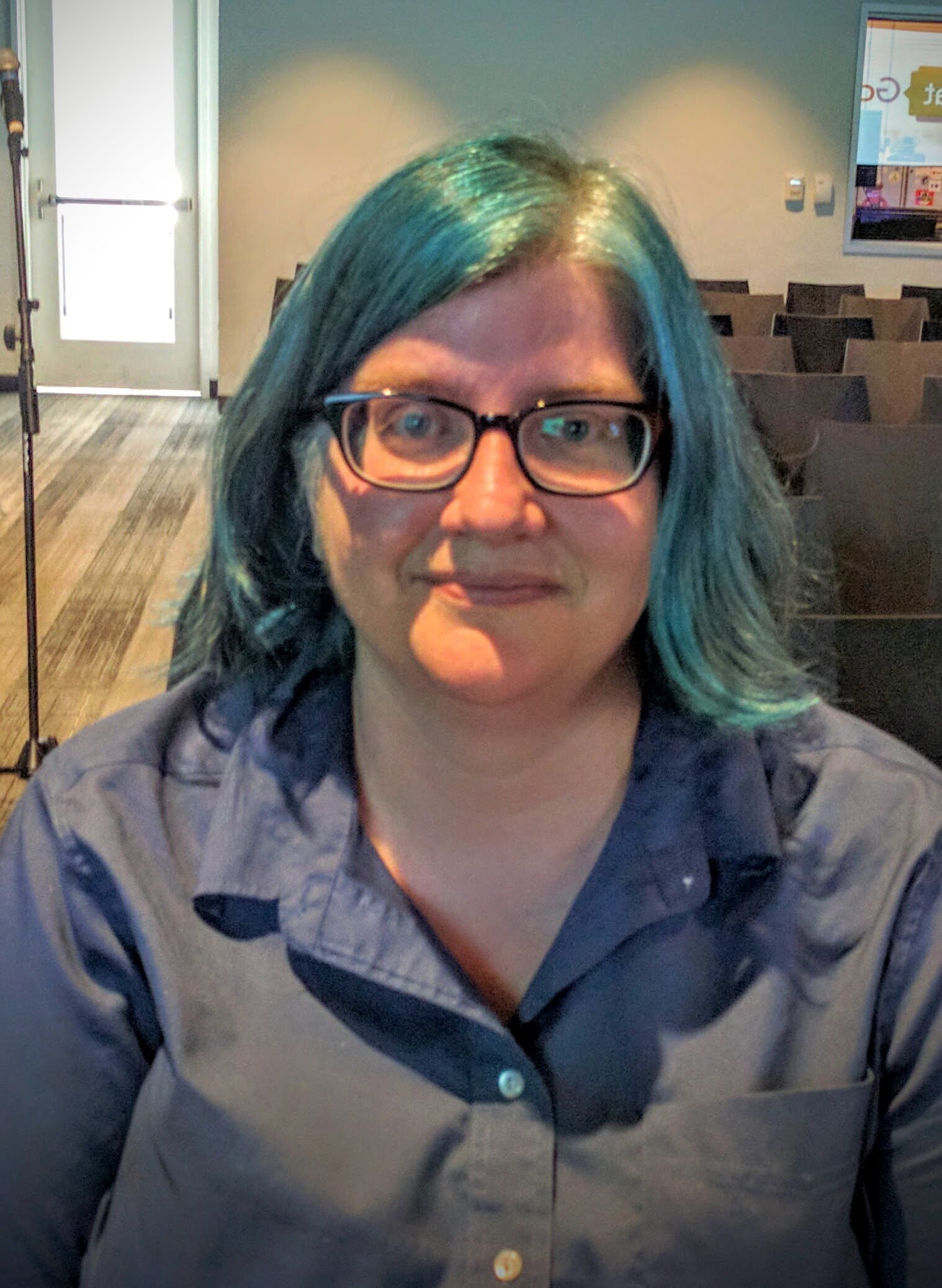
Cathy O’Neil bei der Vorstellung ihres Buches bei Google Cambridge 2016

Catherine „Cathy“ Helen O’Neil (* 1972) ist eine US-amerikanische Mathematikerin und Kritikerin der Finanzbranche.

## Leben
O’Neil begann ihre Studien des Fachs Mathematik an der University of California, Berkeley (Bachelor-Abschluss), die sie 1999 mit ihrer Promotion bei Barry Mazur an der Harvard University in Cambridge, Massachusetts abschloss. Die Dissertation Jacobians of curves of genus one behandelt ein Thema aus der arithmetischen algebraischen Geometrie. Danach forschte sie sowohl am Massachusetts Institute of Technology (MIT) in Cambridge, Massachusetts als auch am Barnard College in New York City, wo sie Assistant Professor wurde.
2007 arbeitete sie zwei Jahre in der Finanzwirtschaft als Finanzmathematikerin und Analystin für den Hedgefonds D. E. Shaw & Co. in New York City. Anschließend war sie bei RiskMetrics tätig, einem Software-Unternehmen, welches Risiken von Hedgefonds-Beteiligungen berechnet, bevor sie als Lead Data Scientist beim Start-Up Intent Media einstieg. Danach wandte sie sich desillusioniert von der Finanzbranche ab. Sie wurde Teil der Bewegung Occupy Wall Street und deren „Alternative Banking Group“ (Entwicklung alternativer Banksysteme). Seit 2011 ist O’Neil als Autorin tätig. Sie leitete das Lede Program in Data Journalism an der Columbia University Graduate School of Journalism im Tow Center und war Beraterin für Data Science bei Johnson Research Labs.
O’Neils Buch „Weapons of Math Destruction“ aus dem Jahre 2016 kam auf die Longlist des National Book Award für Nonfiction desselben Jahres. Darin geht sie auf die Gefahren von Big Data im Allgemeinen und quantitativen Modellen im Speziellen für die Gesellschaft ein. Für 2019 wurde ihr der Euler Book Prize zugesprochen.
Cathy O’Neil ist mit dem Mathematiker Aise Johan de Jong von der Columbia University verheiratet und hat drei Söhne.

## Schriften
- mit Rachel Schutt: Doing Data Science. Straight Talk from the Frontline. O’Reilly, Sebastopol CA 2013, ISBN 978-1-4493-5865-5.
- On Being a Data Skeptic. O’Reilly, Sebastopol CA 2013, ISBN 978-1-4493-7431-0 (E-Book).
- Weapons of Math Destruction. How Big Data Increases Inequality and Threatens Democracy. Crown, New York City NY 2016, ISBN 978-0-553-41881-1.
  - Deutsch: Angriff der Algorithmen. Wie sie Wahlen manipulieren, Berufschancen zerstören und unsere Gesundheit gefährden. Hanser, München 2017, ISBN 978-3-446-25668-2.[5]
- The Shame Machine: Who Profits in the New Age of Humiliation. Allen Lane, London 2022, ISBN 978-0-241-57425-6.